# Lysimachia biflora
Lysimachia biflora är en viveväxtart som beskrevs av Cheng Yih Wu. Lysimachia biflora ingår i släktet lysingar, och familjen viveväxter. Inga underarter finns listade i Catalogue of Life.